# قاي همفريز
قاي همفريز (بالإنجليزية: Guy Humphries)‏ قاض ومحام أمريكي، ولد في 11 مايو 1923 في شريفبورت في الولايات المتحدة، وتوفي في 20 مارس 2010 في الإسكندرية في الولايات المتحدة.